# سكوت فيرير
سكوت فيرير (بالإنجليزية: Scott Ferrier) هو منافس ألعاب قوى أسترالي، ولد في 12 يونيو 1974.

## وصلات خارجية
- سكوت فيرير على موقع الاتحاد الدولي لألعاب القوى (الإنجليزية)
- سكوت فيرير على موقع النتائج التاريخية لألعاب القوى الأسترالية (الإنجليزية)
- سكوت فيرير على موقع اللجنة الأولمبية الدولية (الإنجليزية)
- سكوت فيرير على موقع أوليمبيديا (الإنجليزية)
- سكوت فيرير على موقع اللجنة الأولمبية الأسترالية (الإنجليزية)
- سكوت فيرير على موقع اتحاد ألعاب الكومنولث (مؤرشف) (الإنجليزية)